# In den Krallen der Gangster
In den Krallen der Gangster, auch bekannt als Gangster gegen Interpol (Originaltitel: House of Secrets), ist ein britischer Kriminalfilm von Regisseur Guy Green aus dem Jahr 1956 mit Michael Craig, Anton Diffring und Gérard Oury in den Hauptrollen. Der Film wurde von der Rank Organisation nach dem Roman Storm over Paris von Sterling Noel produziert.

## Handlung
Der junge Schiffsoffizier Larry Ellis ist einem Mitglied einer internationalen Geldfälscherorganisation wie aus dem Gesicht geschnitten. In Frankreich wird Larry mit dem Verbrecher verwechselt und festgenommen. Nachdem der Irrtum geklärt ist, schleust Interpol den Offizier in die Gangsterbande ein. Ein lebensgefährliches Unterfangen.

## Produktionsnotizen
Die Bauten stammen von Alex Vetchinsky, Geoffrey Rodway zeichnete als Maskenbildner verantwortlich, die Kostüme schuf Julie Harris und die Produktionsleitung hatte Hugh Attwooll. Drehorte des Films lagen in Marseille, Bouches-du-Rhône, Frankreich.

## Kritiken
„Trotz wenig überzeugender Handlung dank solider Regie, treffsicheren Buchs und überdurchschnittlicher Kameraarbeit ein spannender Kriminalfilm“, befand das Lexikon des internationalen Films. Für den Evangelischen Filmbeobachter war In den Krallen der Gangster „[e]in Reißer von der gehobenen Sorte, ganz auf Spannung gearbeitet. Ab 16.“

## Synchronisation
Die deutsche Synchronisation wurde von der Rank-Film Synchron-Produktion Hamburg erstellt.
| Rolle                    | Darsteller       | Synchronsprecher     |
| ------------------------ | ---------------- | -------------------- |
| Larry Ellis              | Michael Craig    | Sebastian Fischer    |
| Lauderbach               | Anton Diffring   | Rolf Mamero          |
| Julius Pindar            | Gérard Oury      | Kurt A. Jung         |
| Mme. Isabella Ballu      | Brenda de Banzie | Marlene Riphahn      |
| Col. Burleigh, CIA       | Geoffrey Keen    | Arnold Marquis       |
| Henryk van de Heide, CIA | David Kossoff    | Hans Paetsch         |
| Judy Anderson            | Barbara Bates    | Roswitha Kraemer     |
| Brandelli                | Alan Tilvern     | Bruno Gellenbeck     |
| Diane Gilbert            | Julia Arnall     | Hannelore Koblentz   |
| Curtice                  | Gordon Tanner    | Holger Hagen         |
| Vidal                    | Eugene Deckers   | Reinhold Nietschmann |
| Gratz                    | Eric Pohlmann    | Hermann Schomberg    |